# سده ۱۹ (پیش از میلاد)
(سده بیستم پ.م. - سده نوزدهم پیش از میلاد مسیح - سده هژدهم پ.م. - سده‌های دیگر)
قرن نوزدهم پیش از میلاد، قرنی بود که از ۱۹۰۰ پیش از میلاد تا ۱۸۰۱ پیش از میلاد ادامه یافت.

## رخدادها
- امپراتوری هیتی در خاتوشا، آناتولی
- حدود ۱۹۰۰ پیش از میلاد: دوره کاخ قدیمی مینوسی (پروتوپالاتیال) در کرت آغاز می‌شود.[۱]
- حدود ۱۹۰۰ پیش از میلاد: سقوط آخرین سلسله سومری.
- حدود ۱۹۰۰ پیش از میلاد: آغاز مرحله پایانی تمدن هاراپا در دره سند
- حدود ۱۹۰۰ پیش از میلاد: قوم موکایا در امتداد ساحل اقیانوس آرام در چیاپاس امروزی، مکزیک، نوشیدنی‌های کاکائویی تهیه می‌کردند.[۲]
- حدود ۱۹۰۰ پیش از میلاد: بندر لوتال متروکه شد.
- ۱۸۹۵ (پیش از میلاد)؛ سنووسرت دوم(دوازدهمین دودمان پادشاهی مصر باستان) بر سر کار آمد. او کاهون را در کنار هرم آرامگاهش در لاهون ساخت.
- ۱۸۷۵ (پیش از میلاد)؛ سنوورست دوم درگذشت.
- ۱۸۷۵ (پیش از میلاد)؛ آغاز پادشاهی فرعون سنوورست سوم (دودمان دوازدهم)
- ۱۸۷۶ (پیش از میلاد)؛ پس از دو سال خشکسالی بنی‌اسرائیل به مصر رفتند. (بر پایه تورات)
- حدود ۱۸۶۰ پیش از میلاد: سنوسرت سوم از مرز نوبی‌ها بازدید می‌کند و چهار لشکرکشی تنبیهی علیه نوبی‌ها انجام می‌دهد.[۳]
- حدود ۱۸۶۰ پیش از میلاد: آمنمحات سوم آغاز به حکومت کرد[۳]
- ۱۸۴۲ (پیش از میلاد)؛ سنوورست سوم درگذشت.
- ۱۸۳۷ (پیش از میلاد)؛ یعقوب زاده شد. (بر پایه تورات)
- ۱۸۳۶ پیش از میلاد-۱۸۱۸ پیش از میلاد: سر سنوسرت سوم ساخته شد. دودمان دوازدهم مصر. اکنون در موزه هنر نلسون-اتکینز، کانزاس سیتی، میسوری نگهداری می‌شود.[۴]
- ۱۸۲۹-۱۸۱۸ (پیش از میلاد)؛ جنگ میان نوبه و مصر
- حدود ۱۸۲۵ پیش از میلاد: قدیمی‌ترین متن پزشکی شناخته‌شده در تاریخ مصر، پاپیروس زنان و زایمان کاهون، نوشته شد.
- ۱۸۱۸ (پیش از میلاد)؛ لشکرکشی مصریها به اسرائیل
- ۱۸۱۳ (پیش از میلاد)؛ اموری‌ها بر شمال میانرودان چیره شدند.
- حدود ۱۸۰۸ (پیش از میلاد)؛ شمشی-ادد یکم آشور را فتح کرد و به عنوان اولین پادشاه عموری‌ها آشور ظهور کرد.
- ۱۸۰۶ (پیش از میلاد)؛ پایان دوره دودمان ژیا در چین. (بر پایه باور سنتی چینیان)
- ۱۸۰۰ (پیش از میلاد)؛ آغاز عصر برنز نوردیک
- زوال فرهنگ سفال

## چهره‌های برجسته
۱۸۱۲ (پیش از میلاد)؛ زایش ابراهیم برپایه محاسبات یهودی (دیگر تاریخها سده‌های بیست و یکم، شانزدهم، پانزدهم و هفدهم را زمان زایش او می‌داند)
- آمنمهات سوم فرعون مصر باستان(۱۸۰۷-۱۷۹۷ (پیش از میلاد))

<!- == نوآوری‌ها، یافته‌ها، آشنایی‌ها == ->